# Ben Stom
Bertus Stom, detto Ben, (Apeldoorn, 13 ottobre 1886 – 18 agosto 1965), è stato un calciatore olandese, di ruolo difensore.

## Carriera
A livello di club, Ben Stom ha giocato prima tra le file del Velocitas Breda e, poi, nell'Haarlem.
Ha giocato il primo match ufficiale della nazionale olandese, il 30 aprile 1905, ad Anversa, contro il Belgio, dove ha segnato un autogoal; in totale ha giocato nove partite con la nazionale.

## Statistiche

### Cronologia presenze e reti in Nazionale
| Cronologia completa delle presenze e delle reti in nazionale ― Paesi Bassi | Cronologia completa delle presenze e delle reti in nazionale ― Paesi Bassi | Cronologia completa delle presenze e delle reti in nazionale ― Paesi Bassi | Cronologia completa delle presenze e delle reti in nazionale ― Paesi Bassi | Cronologia completa delle presenze e delle reti in nazionale ― Paesi Bassi | Cronologia completa delle presenze e delle reti in nazionale ― Paesi Bassi | Cronologia completa delle presenze e delle reti in nazionale ― Paesi Bassi | Cronologia completa delle presenze e delle reti in nazionale ― Paesi Bassi |
| Data                                                                       | Città                                                                      | In casa                                                                    | Risultato                                                                  | Ospiti                                                                     | Competizione                                                               | Reti                                                                       | Note                                                                       |
| -------------------------------------------------------------------------- | -------------------------------------------------------------------------- | -------------------------------------------------------------------------- | -------------------------------------------------------------------------- | -------------------------------------------------------------------------- | -------------------------------------------------------------------------- | -------------------------------------------------------------------------- | -------------------------------------------------------------------------- |
| 30-4-1905                                                                  | Anversa                                                                    | Belgio                                                                     | 1 – 4                                                                      | Paesi Bassi                                                                | Amichevole                                                                 | -                                                                          |                                                                            |
| 14-5-1905                                                                  | Rotterdam                                                                  | Paesi Bassi                                                                | 4 – 0                                                                      | Belgio                                                                     | Amichevole                                                                 | -                                                                          |                                                                            |
| 29-4-1906                                                                  | Anversa                                                                    | Belgio                                                                     | 5 – 0                                                                      | Paesi Bassi                                                                | Amichevole                                                                 | -                                                                          |                                                                            |
| 13-5-1906                                                                  | Rotterdam                                                                  | Paesi Bassi                                                                | 2 – 3                                                                      | Belgio                                                                     | Amichevole                                                                 | -                                                                          |                                                                            |
| 1-4-1907                                                                   | L'Aia                                                                      | Paesi Bassi                                                                | 1 – 8                                                                      | Inghilterra                                                                | Amichevole                                                                 | -                                                                          | L'Inghilterra giocava con la nazionale dilettanti                          |
| 14-4-1907                                                                  | Anversa                                                                    | Belgio                                                                     | 1 – 3                                                                      | Paesi Bassi                                                                | Amichevole                                                                 | -                                                                          |                                                                            |
| 9-5-1907                                                                   | Haarlem                                                                    | Paesi Bassi                                                                | 1 – 2                                                                      | Belgio                                                                     | Amichevole                                                                 | -                                                                          |                                                                            |
| 21-12-1907                                                                 | Darlington                                                                 | Inghilterra                                                                | 12 – 2                                                                     | Paesi Bassi                                                                | Amichevole                                                                 | -                                                                          | L'Inghilterra giocava con la nazionale dilettanti                          |
| 29-3-1908                                                                  | Anversa                                                                    | Belgio                                                                     | 1 – 4                                                                      | Paesi Bassi                                                                | Amichevole                                                                 | -                                                                          |                                                                            |
| Totale                                                                     |                                                                            | Presenze                                                                   | 9                                                                          |                                                                            | Reti                                                                       | 0                                                                          |                                                                            |